# ネロ・ウルフ

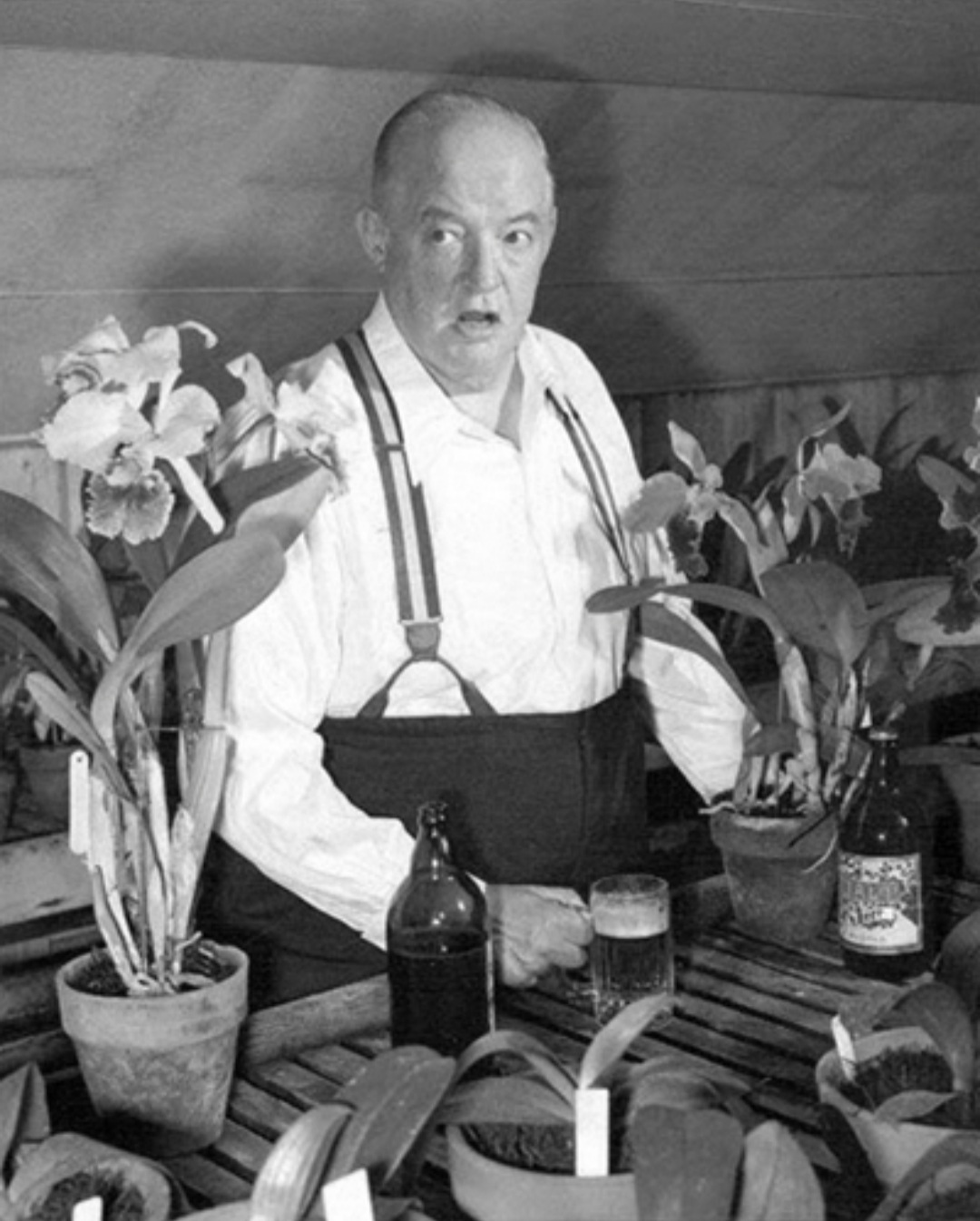
1950年代に放送されたラジオドラマThe New Adventures of Nero Wolfeにおいて、ネロ・ウルフ役を演じたシドニー・グリーンストリート

ネロ・ウルフ (Nero Wolfe) は、レックス・スタウト作の推理小説に登場する架空の私立探偵。シャーロック・ホームズと並んで人気の高い名探偵の一人である。

## 概要
ニューヨークのマンハッタン西35丁目に住む巨漢の私立探偵。美食家で料理にうるさいため、料理人のフリッツ・ブレンナーを個人で雇っている。ひどい外出嫌いだが、食事のためなら出かける。年齢は56歳。これは作中の時代が変化しても変わらない。モンテネグロ出身のアメリカ市民。
外出を嫌うため、捜査には助手のアーチー・グッドウィンをはじめとする調査員を用い、彼らが集めたデータを元に事件の謎を解く。事件現場に向かうことはおろか家から一歩も出ることはなく、典型的な安楽椅子探偵として挙げられる。
また、蘭の栽培に傾倒しており、食事と蘭の世話を決められた時間に行うことを日課とするその最中は、どんな依頼も受け付けない。それらに多大な費用がかかるため、依頼料は法外である。
著名なシャーロキアンであるW.S.ベアリング=グールドは、『シャーロック・ホームズ ガス燈に浮かぶその生涯』において、シャーロック・ホームズとアイリーン・アドラーの息子ではないかという説を提唱している。

## アーチー・グッドウィン
ネロの助手で、彼とは対照的な痩せたハンサムな青年。シャーロック・ホームズ作品におけるワトスン役であり、出不精のネロに代わって事件現場などに赴いて情報を集めてくる。

## 長編
- 毒蛇（Fer-de-Lance 1934）
- 腰ぬけ連盟（The League of Frightened Men 1935）
- ラバー・バンド（The Rubber Band 1936）
- 赤い箱（The Red Box 1937）
- 料理長が多すぎる（Too Many Cooks 1938）
- シーザーの埋葬（Some Buried Caesar 1939）
- 我が屍を乗り越えよ（Over My Dead Body 1940）
- 遺志あるところ（Where There's a Will 1940）
- 語らぬ講演者（The Silent Speaker 1946）
- 女が多すぎる（Too Many Women 1947）
- Xと呼ばれる男（And Be a Villain〔英題：More Deaths Than One〕1949）
- The Second Confession 1949
- In the Best Families 1950
- 編集者を殺せ（Murder by the Book 1951）
- Prisoner's Base〔英題名 Out Goes She〕1952
- 黄金の蜘蛛（The Golden Spiders 1953）
- 黒い山（The Black Mountain 1954）
- Before Midnight 1955
- 殺人犯は我が子なり（Might as Well Be Dead 1956）
- If Death Ever Slept 1957
- Champagne for One 1958
- 殺人は自策で（米題名 Plot It Yourself、英題名 Murder in Style 1959〕
- Too Many Clients 1960
- 究極の推論（The Final Deduction 1961）
- ギャンビット（Gambit 1962）
- The Mother Hunt 1963
- A Right to Die 1964
- ネロ・ウルフ対FBI（The Doorbell Rang 1965）
- Death of a Doxy 1966
- ファーザー・ハント（The Father Hunt 1968）
- Death of a Dude 1969
- マクベス夫人症の男（Please Pass the Guilt 1973）
- ネロ・ウルフ最後の事件（A Family Affair 1975）

## その他
ジョージ・アレック・エフィンジャーのSF小説『重力が衰えるとき』では、人間の頭脳に接続された端末に、他人の人格モジュールを入れて、その人になりきることができる。主人公が事件を解決するため、ネロ・ウルフの人格モジュールを使う場面がある。